# Boštjana
Boštjana je žensko osebno ime.

## Izvor imena
Ime Boštjana je različica moškega osebnega imena Boštjan.

## Pogostost imena
Po podatkih Statističnega urada Republike Slovenije je bilo na dan 31. decembra 2007 v Sloveniji število ženskih oseb z imenom Boštjana: 5.

## Osebni praznik
Osebe z imenom Boštjana lahko godujejo skupaj z Boštjani.